# Claudio Böckli
Claudio Böckli (ur. 20 czerwca 1984 w Wetzikon) – szwajcarski biathlonista, reprezentant kraju w zawodach pucharu świata oraz na mistrzostwach świata. Z zawodu jest stolarzem.
Złoty medalista Zimowych igrzysk wojskowych w Annecy (2013) w biathlonie drużynowo na dystansie 10 km.

## Osiągnięcia

### Mistrzostwa świata
| 2007 Anterselva (Włochy)             | 58. miejsce (IN), 67. miejsce (SP), 16. miejsce (RL) |
| 2008 Östersund (Szwecja)             | 62. miejsce (SP)                                     |
| 2009 P'yŏngch'ang (Korea Południowa) | 62. miejsce (IN)                                     |

### Mistrzostwa świata juniorów
| 2000 Hochfilzen (Austria)    | 82. miejsce (SP), 17. miejsce (RL)                                     |
| 2002 Ridnaun (Włochy)        | 4. miejsce (IN), 6. miejsce (SP), 11. miejsce (PU), 19. miejsce (RL)   |
| 2003 Kościelisko (Polska)    | 51. miejsce (IN), 13. miejsce (SP), 16. miejsce (PU), 14. miejsce (RL) |
| 2005 Kontiolahti (Finlandia) | 5. miejsce (IN), 22. miejsce (SP), 15. miejsce (PU)                    |

### Puchar Świata

#### Miejsca w klasyfikacji generalnej
| Sezon     | Miejsce |
| --------- | ------- |
| 2007/2008 | 87.     |
| 2009/2010 | 75.     |

### Puchar IBU

#### Miejsca na podium chronologicznie
| Lp. | Dzień        | Rok  | Miejscowość     | Konkurencja     | Lokata | Pudła | Czas biegu  | Strata  | Zwycięzca       |
| --- | ------------ | ---- | --------------- | --------------- | ------ | ----- | ----------- | ------- | --------------- |
| 1.  | 10 marca     | 2007 | Haute Maurienne | Sprint na 10 km | 2.     | 0+1   | 25:45.1 min | +41.8 s | Thomas Frei     |
| 2.  | 25 listopada | 2012 | Idre            | Sprint na 10 km | 3.     | 1+0   | 24:43.0 min | +19.2 s | Julian Eberhard |

#### Miejsca w klasyfikacji generalnej
| Sezon     | Miejsce |
| --------- | ------- |
| 2005/2006 | 43      |
| 2006/2007 | 23      |
| 2007/2008 | 167     |
| 2008/2009 | 129     |
| 2010/2011 | 7       |
| 2011/2012 | 26      |
| 2012/2013 | 73      |